# St. Regis Chicago
Il St. Regis Chicago (prima Vista Tower) è un grattacielo situato a Chicago, ad uso misto, che con 362 m di altezza e 101 piani  è il 3º edificio più alto della città.

## Sviluppo

Grattacielo ad aprile 2019

L'edificio è stato progettato da Jeanne Gang, artefice già dell'Aqua Tower, motivo per cui al termine della costruzione sarà anche il grattacielo più alto del mondo progettato da una donna. Sarà ad uso residenziale, con 403 appartamenti, e alberghiero, con 169 camere su 5 piani del Wanda Group e si affaccia sul fiume Chicago vicino al lago Michigan. 
La forma della torre è caratterizzata da una serie di rigonfiamenti e restringimenti, oltre ad avere accanto altre due torri della stessa forma ma più basse. La costruzione è iniziata nell'agosto 2016 ottenendo il permesso per costruirne le fondamenta, ed è stata ultimata nel 2020.